# Петропавловка (Каргалинський район)
Петропа́вловка (каз. Петропавловка) — село у складі Каргалинського району Актюбінської області Казахстану. Адміністративний центр Желтауського сільського округу.
Населення — 2453 особи (2021; 1945 у 2009, 2111 у 1999, 1950 у 1989).